# Longnan
Longnan (cinese: 陇南; pinyin: Lǒngnán) è una città-prefettura della Cina nella provincia del Gansu.

## Amministrazione
La prefettura amministra le seguenti suddivisioni:
- Distretto di Wudu
- Contea di Cheng
- Contea di Wen
- Contea di Tanchang
- Contea di Kang
- Contea di Xihe
- Contea di Li
- Contea di Hui
- Contea di Liangdang